# Reinhold Gliere
Reingold Moritsevitj Glier født Reinhold Ernest Glier senere ændret til Glière (russisk: Рейнгольд Морицевич Глиэр tr. Reingold Moritsevitj Glier , tysk: Reinhold Moritzewitsch Glière , født 11. januar 1875 i Kyiv, Russiske Kejserrige, død 23. juni 1956 i Moskva, Russiske SFSR) var en russisk og sovjetisk komponist med ukrainske,  tyske og polske rødder. Han har skrevet 3 symfonier og han bør nok nævnes for den ejendommelige koncert for kolotursopran fra 1943, hvor sangstemmen behandles instrumentalt.

## Udvalgte værker
- Symfoni nr. 1 i (i Eb-dur) (1900) - for orkester
- Symfoni nr. 2 (i C-mol) (1907) - for orkester
- Symfoni nr. 3 (i Bb-mol) " Ilja Muromets" (1911) - for orkester
- "Sirenerne" (1908) (Symfonisk digtning) - for orkester
- Cellokoncert (1946) - for cello og orkester
- Harpekoncert (1938) - for harpe og orkester